# مالدن (میزوری)
مالدن (به انگلیسی: Malden) یک شهر در ایالات متحده آمریکا است که در شهرستان دانکلین، میزوری واقع شده‌است. مالدن ۱۹٫۵۰ کیلومتر مربع مساحت و ۴٬۲۷۵ نفر جمعیت دارد و ۸۹ متر بالاتر از سطح دریا واقع شده‌است.